# Narodni park Gonarezhou
Narodni park Gonarezhou je narodni park v jugovzhodnem Zimbabveju. Je v relativno oddaljenem kotičku province Masvingo, južno od Chimanimanija ob meji z Mozambikom. Zaradi svoje prostranosti, razgibanega terena in lege stran od glavnih turističnih poti ostajajo velika območja Gonarezhouja neokrnjena divjina.
S 5053 km2 je Gonarezhou drugi največji narodni park v državi, takoj za narodnim parkom Hwange. Ime Gonarezhou je prevedeno iz jezika Šonov in pomeni Kraj slonov.
Narodni park Gonarezhou je del čezmejnega parka Veliki Limpopo, mirnega parka, ki povezuje Gonarezhou s Krugerjevim narodnim parkom v Južni Afriki in narodnim parkom Limpopo v Mozambiku. Živali se lahko prosto gibljejo med tremi zavetišče. Severovzhodni konec Gonarezhouja je znotraj ekoregije gozdov Zambezian in mopane, jugozahodni konec pa znotraj ekoregije bushveld Južne Afrike.

## Zgodovina
Narodni park Gonarezhou je bil prvič ustanovljen kot zavarovano območje leta 1936 kot rezervat za divjad, za narodni park pa je bil razglašen leta 1975. Park ima burno zgodovino in je bil zaprt za javnost med rodezijsko vojno in ponovno med večjim delom državljanske vojne v Mozambiku, ponovno pa je bil odprt leta 1994. Med letoma 1994 in 2007 je narodni park Gonarezhou v celoti upravljala Uprava za parke in prostoživeče živali Zimbabveja, vendar so gospodarski izzivi v Zimbabveju do leta 2007 pomenili, da je bilo ponovnih vlaganj v infrastrukturo in zaščito parka malo. Leta 2007 je Uprava za parke in prostoživeče živali Zimbabveja z Zoološkim društvom v Frankfurtu sklenila model finančne in tehnične pomoči za narodni park Gonarezhou. Ta model je trajal do leta 2017 in se je osredotočal na vlaganje v infrastrukturo in zaščito virov parka. Marca 2017 je bilo upravljanje Gonarezhouja predano skladu za ohranjanje narave Gonarezhou, partnerstvu za skupno upravljanje med Upravo za parke in upravljanje prostoživečih živali Zimbabveja in Zoološkim društvom Frankfurta. Ta model skupnega upravljanja, ki ga nadzira upravni odbor, v katerem enakovredno zastopata oba partnerja, je bil ustanovljen z namenom vzpostavitve platforme za povečanje naložb v dolgoročno trajnost parka – ključna značilnost tega je ohranjanje sredstev za turizem na ravni parka za neposredno ponovno vlaganje v Gonarezhou.

## Značilnosti
Pokrajina
Večina narodnega parka leži pod 400 metri nadmorske višine v tako imenovanem Lowveldu. V južnem delu park prečka železniška proga od Rutenge do Maputa v Mozambiku. V severnem delu reka Runde teče skozi park, preden se izliva v reko Save tik pred mejo z Mozambikom. To je najnižja točka v Zimbabveju, s 162 metri nadmorske višine. V primerjavi z afriškim višavjem so temperature v Lowveldu višje in manj dežja.
Narodni park Gonarezhou je eno od ikoničnih območij divjine v Afriki, z relativno malo turisti, a se ponaša z neverjetno raznolikostjo pokrajin, značilnosti in rastočimi populacijami divjih živali. Daleč najbolj znana in izstopajoča značilnost parka so klifi Chilojo, peščenjakovi klifi, ki se dvigajo 180 metrov visoko in se raztezajo približno 20 kilometrov vzdolž južnega brega reke Runde. Druge ključne značilnosti na severu parka sta dve veliki naravni kotlini, Tembwahata in Machanu, ki sta nastali na stičišču rek Save in Runde. V osrednjem in južnem delu parka so planota Naymtongwe, ostanek klifov Chilojo, Rdeči hribi Ntambambomvu, gosto gozdnata pobočja, ki se dvigajo nad peščenimi plastmi Malvernia in dolino reke Mwenezi, ter soteska Samalema, kjer se reka Mwenezi prebija skozi trdno magmatsko kamnino in tvori prepleteno rečno sotesko.
Skalne poslikave belih nosorogov so bile najdene na dveh lokacijah v severnem delu narodnega parka. Vendar pa je starost petroglifov ocenjena na le 500 do 700 let.

## Rastlinstvo
V parku se izmenjujejo travnate savane, grmičevje in gozdovi (vključno z baobabi in akacijo Brachystegia tamarindoides). V zadnjih desetletjih se je vegetacija na velikem delu parka spremenila. Gozd in grmovje sta bila potisnjena nazaj. Širijo se grmovne savane in travišča.

## Živalstvo
Park je bil v preteklosti habitat ogroženega afriškega hijenskega psa (Lycaon pictus); leta 2010 pa so v parku večkrat opazili divje pse. Domneva se, da bi bila čezmejna povezava z narodnimi parki v Mozambiku najboljša priložnost za obnovitev ali ohranitev preživetja te vrste v sosednjih narodnih parkih v Južni Afriki in Mozambiku. Drugi sesalci, ki naseljujejo park, so afriški savanski slon, žirafa, veliki povodni konj, kafrski bivol, zebra, črnorepi gnu, črni nosorog in beli nosorog, podvrsta leva Panthera leo melanochaita, afriški leopard, južnoafriški gepard in hijene.

## Infrastruktura / Turizem
V narodnem parku Gonarezhou dolgo časa praktično ni bilo turistične infrastrukture. Poti so bile v zelo slabem stanju. Nastanitev (koč) sploh ni bilo. V parku je bilo le nekaj določenih kampirnih mest z minimalno opremo.
Šele leta 2006 je Zimbabvejska uprava za narodne parke in upravljanje prostoživečih živali zgradila tabor in tri koče ter popravila 170 kilometrov ceste. Počivališče Swimuwini - upravlja ga Uprava za narodne parke in divje živali, to je nastanitev z lastno prehrano ob reki Mwenezi.

### Vhodi v park
Do parka je mogoče priti skozi dva vhoda. Območje okoli rek Runde in Save je mogoče doseči po cesti iz Chiredzija proti Harareju. 18 kilometrov za Chiredzijem se odcepi makadamska cesta. Od ceste do parka je 34 kilometrov. Dostop do južne regije se odcepi od ceste Masvingo do Beitbridgea, približno 20 kilometrov južno od Rutenge. Od glavne ceste do parka je še 105 kilometrov.

## Galerija
- Chilojo klifi
- Chilo Lodge
- Krokodil, Makokwani Pools
- Niala
- Makokwani Pools
- Rossi Pool in skrivališče
- Soteska Samalena
- Razgled z Wrightovega stolpa